# Pledis Entertainment
La Pledis Entertainment (플레디스 엔터테인먼트?) è un'etichetta discografica sudcoreana, specializzata nella musica K-pop, fondata nel 2007.

## Storia
Han Sung Soo nel 2007 decise di creare la Pledis e i primi artisti scritturati al tempo dell'apertura furono: Kahi e Son Dam Bi. Inizialmente non avevano nessun edificio, né un ufficio, ma solo una sala prove. Fino al 2011 le audizioni indette dalla Pledis non avevano luogo solo a Seoul ma anche a San Francisco e Los Angeles, attraverso queste audizioni, speravano di incontrare persone di grande ispirazione e di talento.
Son Dam Bi fu la prima artista a esordire sotto Pledis nel 2007, al tempo fu soprannominata la versione femminile di Rain. Nel 2010 esordì il primo girl group della Pledis, le After School e nel 2010, una sua sub unit le Orange Caramel. Sempre nel 2010, tutti gli artisti della Pledis (After School, Orange Caramel e Son Dam Bi)  parteciparono alla creazione dell'album Happy Pledis, che fu pubblicato il 6 dicembre 2010 e conteneva 4 tracce: Love Love Love, Someone Is You e le due strumentali delle due canzoni. L'album poi divenne una serie come un regalo a sorpresa per i fan e parte del profitto di quest'ultima fu donata a Save the Children.
Nel 2011, le After School vennero divise in due SUB UNIT: A.S. Red & A.S. Blue. Entrambe esordirono nello stesso tempo.
La serie Happy Pledis ritornò con Happy Pledis 2011 che fu rilasciato nel mese di dicembre, parte del profitto fu donata all'UNICEF. All'album parteciparono Son Dam Bi, After School, NU'EST (in quel periodo ancora trainee) e Yoo Ara.
Il 15 marzo 2012 ci fu l'esordio del primo boy group della Pledis, i NU'EST (prima conosciuti come Pledis Boys) e alcuni mesi dopo il 9 maggio 2012, esordisce il secondo gruppo femminile della Pledis, le Hello Venus che furono create da quest'ultima insieme con la Fantagio.
Nel giugno del 2012, Kahi lascia le After School, ma rimarrà sotto contratto con Pledis proseguendo con una carriera da solista.
Il 31 dicembre 2014, il contratto con la Pledis di Jooyeon, membro delle After School finì e il membro annunciò il suo addio dalle After School quello stesso giorno. Nel gennaio del 2015, Jooyeon firmò con la nuova agenzia di management BETTER ENT, per poter intraprendere la sua nuova avventura come attrice e Kahi lasciò l'agenzia nello stesso mese.
Il 26 maggio 2015 ci fu l'esordio del secondo boy group della Pledis, i Seventeen.
A maggio 2020 la Hybe diventa la maggior azionista della Pledis, acquisendola il 9 giugno ottendendo l'85% delle quote.

## Artisti

### Gruppi
- After School (dal 2009)
- Seventeen (dal 2015)
- Fromis_9 (dal 2021)

### Solisti
- Bumzu
- Baekho
- Minhyun
- Yehana
- Sungyeon

### Produttori
- Bumzu
- Baekho

- Woozi
- Shannon (Sungyeon)

### Attori
- Nana

## Ex artisti
- After School
  - Soyoung (2009)
  - Bekah (2009–2011)
  - Jooyeon (2009–2014)
  - Kahi (2009–2015)
  - Jungah (2009–2016)
  - Uee (2009–2017)
  - Lizzy (2010–2018)
  - Kaeun (2012–2019)
  - Raina (2009–2019)
  - E-Young (2011–2020)
- Hello Venus (2012–2014, gestite con la 'Tricell Media', in collaborazione con la Fantagio)
  - Ara (2011–2014)
  - Yoonjo (2012–2014)
- Son Dam-bi (2007–2015)
- NU'EST (2012–2022)
  - NU'EST-M (2013–2014)
    - Jason (2013–2014)

  - NU'EST W (2017–2018)
    - JR (2012–2022)
    - Aron (2012–2022)
    - Ren (2012–2022)
- Pristin (2016–2019)
  - Pristin V (2018–2019)
    - Nayoung (2016–2019)
    - Roa (2016–2019)
    - Eunwoo (2016–2019)
    - Rena (2016–2019)
    - Kyulkyung (2016–2019)

  - Yuha (2016–2019)
  - Xiyeon (2016–2019)
  - Kyla (2016–2019)
- Han Dong-geun (2013–2019)

## Happy Pledis
Il nome Happy Pledis è utilizzato dalla Pledis per i suoi lavori musicali. I lavori sono stati i seguenti:
- Happy Pledis 2010 Album - Love Love Love
- Happy Pledis 2011 Album - Love Letter
- Happy Pledis 2012 Digital Single - Dashing Through The Snow with High Heels